# Овчјарско
Овчјарско (слч. Ovčiarsko) насељено је мјесто са административним статусом сеоске општине (слч. obec) у округу Жилина, у Жилинском крају, Словачка Република.

## Становништво
| Година:    | 1994. | 2004.    | 2014.    | 2024.    |
| ---------- | ----- | -------- | -------- | -------- |
| Број људи: | 423   | 483      | 621      | 744      |
| Разлика:   |       | +14,18 % | +28,57 % | +19,80 % |

| Година:    | 2023. | 2024.   |
| ---------- | ----- | ------- |
| Број људи: | 735   | 744     |
| Разлика:   |       | +1,22 % |

Према подацима о броју становника из 2024. године насеље је имало 744 становника.